# Bojovník (film, 2026)
Vznikající Bojovník, snímek režisérského dua Vojtěch Frič a Tomáš Dianiška, zavede diváctvo do prostředí smíšených bojových umění (anglicky mixed martial arts, MMA); hlavní úlohu ztvární Milan Ondrík, v dalších rolích vystoupí Hana Vagnerová, Eliška Balzerová či Martin Finger. Premiéru naplánovali na léto 2026.